# Spomenik Petru Krešimiru IV. u Šibeniku
Spomenik Petru Krešimiru IV. spomenik je hrvatskom kralju Petru Krešimiru IV. u Šibeniku. Rad je kiparice Marije Ujević-Galetović.
Postavljanje spomenika potaknuo je još 1945. godine pjesnik Vladimir Nazor za vrijeme njegova boravka u Šibeniku. Tek je 1989. godine završen natječaj za odabir spomenika.
Spomenik je otkriven 21. prosinca 2000. godine na južnom ulazu u gradski perivoj.

### Članci
- Sironić, Marijana; Sironić, Dario; Mornar, Nives. 2008. Gradski perivoj u Šibeniku; Metode i rezultati rekonstrukcije u 20. stoljeću. Prostor. Sveučilište u Zagrebu - Arhitektonski fakultet. Zagreb. 16 (1): 126–141

## Vanjske poveznice
Ostali projekti
|  | Zajednički poslužitelj ima još gradiva o temi Spomenik Petru Krešimiru IV. u Šibeniku |